# South Beacon
South Beacon är en kulle i Antarktis. Den ligger i Östantarktis. Nya Zeeland gör anspråk på området. Toppen på South Beacon är 2 210 meter över havet, eller 586 meter över den omgivande terrängen. Bredden vid basen är 4,2 km. South Beacon ingår i Quartermain Mountains.
Terrängen runt South Beacon är kuperad åt sydväst, men åt nordost är den bergig. Trakten är obefolkad. Det finns inga samhällen i närheten. 